# 48
48（四十八、しじゅうはち、よんじゅうはち、よそや、よそじあまりやつ）は自然数、また整数において、47の次で49の前の数である。

## 性質
- 48は合成数であり、正の約数は1、2、3、4、6、8、12、16、24、48である。
  - 約数の和は124。
    - 9番目の過剰数である。1つ前は42、次は54。
    - 約数の和が3桁の数になる最小の数である。
      - 16番目の高度過剰数である。1つ前は42、次は60。

  - 約数を10個もつ最小の数である。次は80。
    - 約数を n 個もつ最小の数とみたとき。1つ前の9個は36、次の11個は1024。(オンライン整数列大辞典の数列 A005179)
    - 8番目の高度合成数である。1つ前は36、次は60。
    - 自分自身のすべての約数の積が自分自身の5乗になる最小の数である。1つ前の4乗は24、次の6乗は60。(オンライン整数列大辞典の数列 A003680)

  - 約数の積は254803968。
    - 約数の積の値がそれ以前の数を上回る14番目の数である。1つ前は36、次は60。(オンライン整数列大辞典の数列 A034287)
- 7番目の高度トーシェント数である。1つ前は24、次は72。
- 48 = 2 × 4 × 6
  - 初めの3つの正の偶数の総乗である。二重階乗の記号を使えば 48 = 6!! と表せる。1つ前は8、次は384。
  - 3連続偶数の積で表せる数である。自然数の範囲では最小、1つ前は0、次は192。
  - 48 = 43 − 42
    - n = 4 のときの n3 − n2 の値とみたとき1つ前は18、次は100。(オンライン整数列大辞典の数列 A045991)
- 75との組（48、75）は最小の婚約数である。すなわち、一方の1と自身を除く正の約数の総和が他方に等しい。次は（140、195）。
- 1/48 = 0.02083…（下線部は循環節で長さは1）
  - 逆数が循環小数になる数で循環節が1になる11番目の数である。1つ前は45、次は60。(オンライン整数列大辞典の数列 A070021)
- 九九では6の段で 6 × 8 = 48（ろくはしじゅうはち）、8の段で 8 × 6 = 48（はちろくしじゅうはち）と2通りの表し方がある。
- 22番目のハーシャッド数である。1つ前は45、次は50。
  - 12を基としたときの最小のハーシャッド数である。次は84。
- 異なる平方数の和で表せない31個の数の中で22番目の数である。1つ前は47、次は60。
- 約数の和が48になる数は3個ある（33、35、47）。約数の和3個で表せる3番目の数である。1つ前は42、次は60。
  - 約数の和 n 個で表せる n 番目の数である。1つ前は18、次は312。
- 各位の和が12になる2番目の数である。1つ前は39、次は57。
  - 偶数という条件をつけると各位の和が12になる最小の数である。
- 各位の平方和が80になる最小の数である。次は84。(オンライン整数列大辞典の数列 A003132)
  - 各位の平方和が n になる最小の数である。1つ前の79は1257、次の81は9。(オンライン整数列大辞典の数列 A055016)
- 各位の立方和が576になる最小の数である。次は84。(オンライン整数列大辞典の数列 A055012)
  - 各位の立方和が n になる最小の数である。1つ前の575は2267、次の577は148。(オンライン整数列大辞典の数列 A165370)
  - 各位の立方和が平方数になる9番目の数である。1つ前は40、次は84。(オンライン整数列大辞典の数列 A197039)
- 48 = 72 − 1
  - n = 2 のときの 7n − 1 の値とみたとき1つ前は6、次は342。(オンライン整数列大辞典の数列 A024075)
  - n = 7 のときの n2 − 1 の値とみたとき1つ前は35、次は63。(オンライン整数列大辞典の数列 A005563)
- 異なる2つの素数の和5通りで表せる最小の数である。次は54。(オンライン整数列大辞典の数列 A080854)
48 = 5 + 43 = 7 + 41 = 11 + 37 = 17 + 31 = 19 + 29
  - 異なる2つの素数の和 n 通りで表せる最小の数である。1つ前の4通りは36、次の6通りは60。(オンライン整数列大辞典の数列 A087747)
  - 2つの素数の和5通りで表せる最小の数である。次は54。(オンライン整数列大辞典の数列 A067191)
    - 2つの素数の和 n 通りで表せる最小の数である。1つ前の4通りは34、次の6通りは60。(オンライン整数列大辞典の数列 A023036)
- 48 = 42 + 42 + 42
  - 3つの平方数の和1通りで表せる24番目の数である。1つ前は46、次は49。(オンライン整数列大辞典の数列 A025321)
  - 48 = 3 × 42
    - n = 4 のときの 3n2 の値とみたとき1つ前は27、次は75。(オンライン整数列大辞典の数列 A033428)
    - n = 2 のときの 3 × 4n の値とみたとき1つ前は12、次は192。(オンライン整数列大辞典の数列 A164346)

  - 48 = 24 × 3
    - 2つの異なる素因数の積で p4 × q の形で表せる最小の数である。次は80。(オンライン整数列大辞典の数列 A178739)
    - n = 4 のときの 3 × 2n の値とみたとき1つ前は24、次は96。(オンライン整数列大辞典の数列 A007283)
    - 48 = 24 × 31 、2i × 3j (i ≧ 1, j ≧ 1) で表せる6番目の数である。1つ前は36、次は54。(オンライン整数列大辞典の数列 A033845)
    - 48 = 24 + 25
      - n = 2 のときの n4 + n5 の値とみたとき1つ前は2、次は324。(オンライン整数列大辞典の数列 A101362)
- 48 = 26 − 24 = 1 × 24 × 3
  - n = 2 のときの n6 − n4 の値とみたとき1つ前は0、次は648。(オンライン整数列大辞典の数列 A136038)
  - 48 = |42 − 82|（ただし| |は絶対値記号）
    - 自身の数の並びを変えないで区切った2つの数の平方数の差の絶対値が自身になる最小の数である。次は100。(オンライン整数列大辞典の数列 A113797)
- n = 4 のときの n と 2n を並べてできる数である。1つ前は36、次は510。(オンライン整数列大辞典の数列 A019550)

## その他 48に関連すること
- 原子番号48の元素はカドミウム (Cd) である。
- 四十八手：相撲の決まり手の総数の俗称。現在、日本相撲協会では82の技と5の非技を制定している。
- 日本語の平仮名・片仮名は、変体仮名を除くと48種である。
- 四十八滝・四十八瀬：大小問わず多数の滝や瀬が連なっていることを表す。
- 四十八願
- 花札の一組は48枚。
- 48DVD
- AKB48グループ - 秋元康プロデュースの女性アイドルグループ。
  - AKB48・SKE48・NMB48・HKT48・NGT48・STU48・SDN48
  - JKT48 - インドネシアの女性アイドルグループ。
  - BNK48 - タイの女性アイドルグループ。
  - MNL48 - フィリピンの女性アイドルグループ。
  - AKB48 Team SH - 中国の女性アイドルグループ。
  - AKB48 Team TP - 台湾の女性アイドルグループ。
- SNH48 - 中国の女性アイドルグループ。
- Team48 - 日本のYouTuber。
- 年始から48日目は2月17日である。
- 漫画・アニメ『キン肉マン』で、主人公のキン肉スグルの殺人技の数「48の殺人技」。
- 群馬テレビのガイドチャンネル。
- アメリカ合衆国の48番目の州はアリゾナ州である。
- 日本の第48代内閣総理大臣は吉田茂である。
- 奈良時代、病で退位した第46代の女帝孝謙天皇は、重祚して第48代・称徳天皇として政治に復帰した。
- 大相撲の第48代横綱は大鵬幸喜である。
- 第48代ローマ教皇はフェリクス3世（在位：483年3月13日 - 492年3月1日）である。
- 易占の六十四卦で第48番目の卦は、水風井。
- クルアーンにおける第48番目のスーラは勝利である。
- トレミーの48星座：古代ローマの天文学者クラウディオス・プトレマイオスが定めた48の星座。
- 『48時間』『48時間PART2/帰って来たふたり』は、エディ・マーフィ、ニック・ノルティ主演のアメリカ映画。
- 『四八（仮）』は全国47都道府県を題材としたアドベンチャーゲームである。
- 「特急48ライナー」は山形交通が運行する、国道48号経由で仙台市 - 山形県新庄市間を結ぶ都市間バス。
- 全国高等学校サッカー選手権大会は予選を勝ち抜いたそれぞれの都道府県の代表校（東京都代表はA・Bを含む）48チームが優勝を目指して出場する（一部例外の大会あり）。
- キハ48形は、日本国有鉄道が開発・製作した一般形気動車。
- ヒトの核内受容体は48種。
- 藤本四八は、日本の写真家。古美術を撮影した写真作品で知られる。
- ゼッケン番号48を付けていたレーサー富沢祥也がサンマリノで事故死したため、moto2においてそのゼッケン番号が永久欠番になった。
- フォーティエイターズ
- 四十八手 (アダルト用語) - 江戸四十八手とも呼ばれる性交体位の種類。

## 符号位置
| 記号 | Unicode | JIS X 0213 | 文字参照          | 名称                      |
| ---- | ------- | ---------- | ----------------- | ------------------------- |
| ㊽   | U+32BD  | 1-8-60     | &#x32BD; &#12989; | CIRCLED DIGIT FORTY EIGHT |